# Xanthosoma trichophyllum
Xanthosoma trichophyllum är en kallaväxtart som beskrevs av Kurt Krause. Xanthosoma trichophyllum ingår i släktet Xanthosoma och familjen kallaväxter. Inga underarter finns listade.